# Unisphere

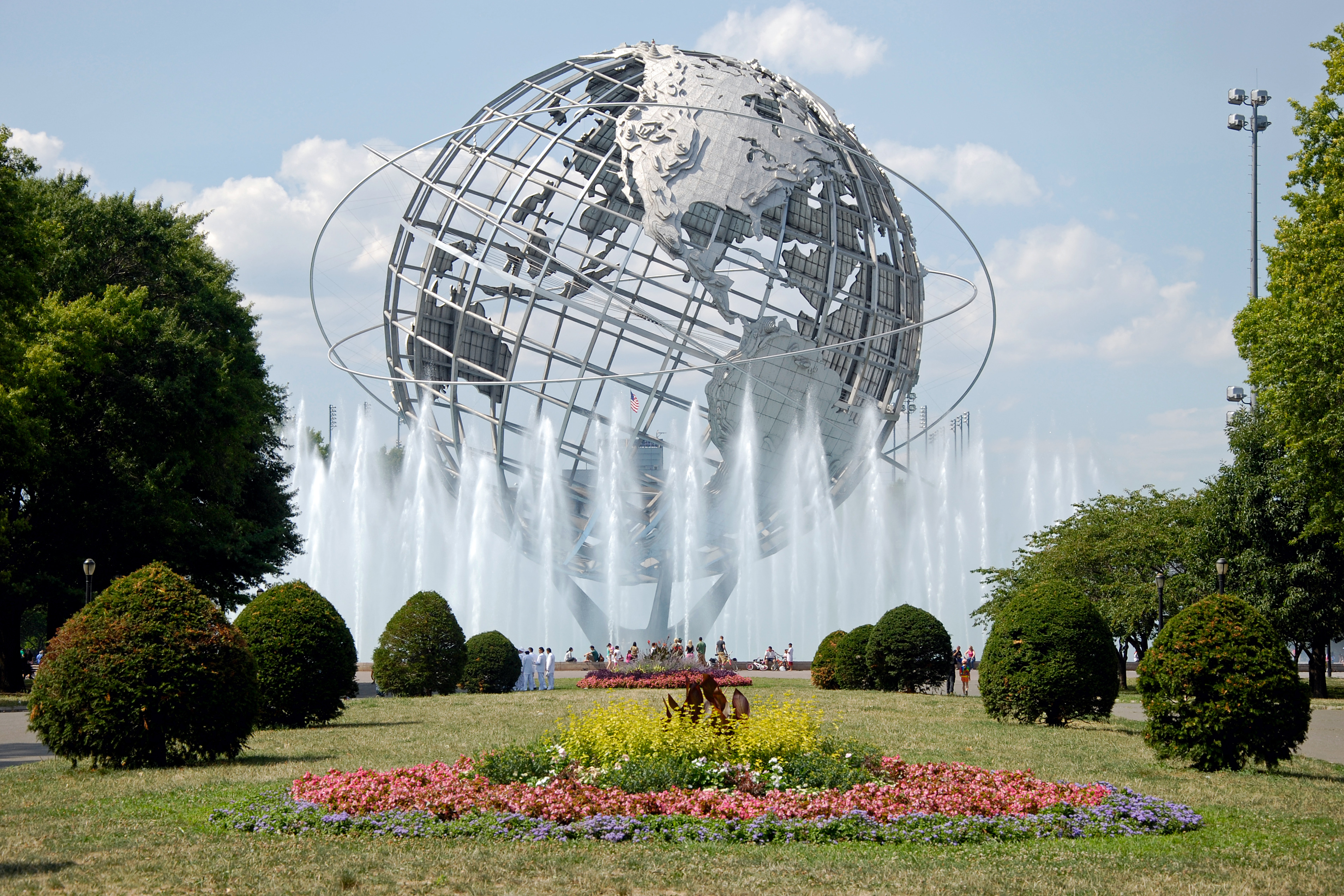
Unisphere com suas tradicionais fontes no entorno.

A Unisphere é uma escultura que representa o globo terrestre, com suas variações no relevo. Instalada no borough do Queens em Nova Iorque, mais precisamente no Flushing Meadows - Corona Park, possui altura equivalente a um prédio de 12 andares e foi elaborada especialmente para a Feira Mundial de 1964.
Essa escultura, feita inteiramente em aço inox, foi concebida para celebrar o início da era espacial e representa a interdependência global. Os três aros que circulam o globo representam as órbitas executadas por Yuri Gagarin, o primeiro homem no espaço, John Glenn, o primeiro norte-americano a ir para o espaço e a órbita inicial executada pelo Telstar, o primeiro satélite de telecomunicações a ser lançado.
Esse monumento costuma ser muito visitado durante o verão, sobretudo entre os meses de agosto e setembro, quando o Campeonato US Open de Tênis é disputado nas quadras situadas nas proximidades.

## Na cultura popular

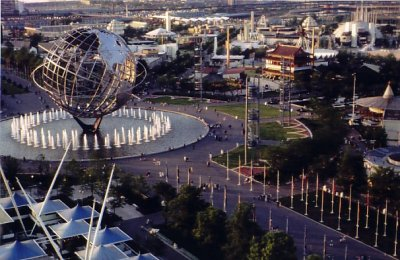
Vista do Usisphere

A Unisphere aparece frequentemente em filmes, jogos, vídeos e documentários que pretendem retratar o cotidiano do Queens, na cidade de Nova Iorque. Dentre as inúmeras menções feitas ao globo, destacam-se as seguintes:
- O monumento pode ser visto nos créditos de abertura da série The King of Queens;
- O filme Iron Man 2 tem uma cena de luta próxima à escultura;
- Parte do filme Men In Black foi filmado no entorno da Unisphere;
- Um globo idêntico à Unisphere, chamado Monoglobe, compõe parte do cenário do jogo Grand Theft Auto IV. Ele é Destruído no jogo Grand Theft Auto: Chinatown Wars;
- A proteção de cimento em torno do monumento é um ponto bem conhecido no mundo do skate, aparecendo em diversos vídeos retratando o esporte;